# NECROMANCER
『NECROMANCER』（ネクロマンサー）は、ソガシイナによる日本の漫画。本作と同名の読み切りが第9回少年シリウス新人賞準入選を果たし、『月刊少年シリウス』（講談社）にて2008年6月号に掲載され、ソガのデビュー作となる。その後、同誌にて2009年5月号から2011年3月号まで連載された。無法の街・スラムストリートを舞台に、死者を蘇らせることのできる主人公アスツオと、その依頼者たちの生き方と死に様を描く。「ゴシック＆ダークな作風」の作品。
『月刊少年シリウス』2010年3月号では箱宮ケイの『できそこないの物語』とコラボレートし、「それぞれの解釈で互いの作品」が描かれた。

## 登場人物

### 主要人物
アスツオ＝ヨハン・ファウスト (Asutsuo Johann Faust)
死者を蘇生できる謎の青年。好物はホワイトチョコレート。
ストラス (Stolas)
アスツオと一緒に暮らしているフクロウの悪魔。人の言葉を話す。好物はチョコレートパフェ。
リコット＝プロネーマ (Ricott Pronema)
アスツオを更生させようと何かと首を突っ込む女刑事。
骨喰らい (Knochenfresserin)
少女の姿をした悪魔。右目にアイパッチ、頭には小さなシルクハットを着用している。対象の骨を食べることにより、一日だけ死者を呼び覚ますことが出来る。骨喰らいと契約すると、その後ネクロマンスできない。

### その他
ケリン＝ローランス
「モロク」という劇の役者。劇を成功させ姉が一人でも生きていけるように大金を手に入れようと思っている。
パメラ
アスツオが常連客のお菓子屋のバイト。
切り裂きジャック
殺害後被害者の頭を持ち去る連続殺人犯。
箱男 (Kistenmann)
顔を紙袋で隠した小説家。スラムストリートに住む子供達、ジュジュとリイラからアイデアを貰ううちに彼らに愛着を持つ。モデルは漫画家の箱宮ケイ。

## 書誌情報
- ソガシイナ『NECROMANCER』講談社〈シリウスKC〉、全4巻
  1. 2009年9月23日発売[1]、ISBN 978-4-06-373190-3
  2. 2010年3月23日発売[4]、ISBN 978-4-06-376215-0
  3. 2010年10月8日発売[5]、ISBN 978-4-06-376241-9
  4. 2011年3月9日発売[2]、ISBN 978-4-06-376262-4